# ستوولو
شهر ستوولو (به فرانسوی: Stavelot) در شهرستان ورویه  در استان لیئژ  در منطقه فدرال والوون در کشور بلژیک واقع شده‌است.

## نگارخانه

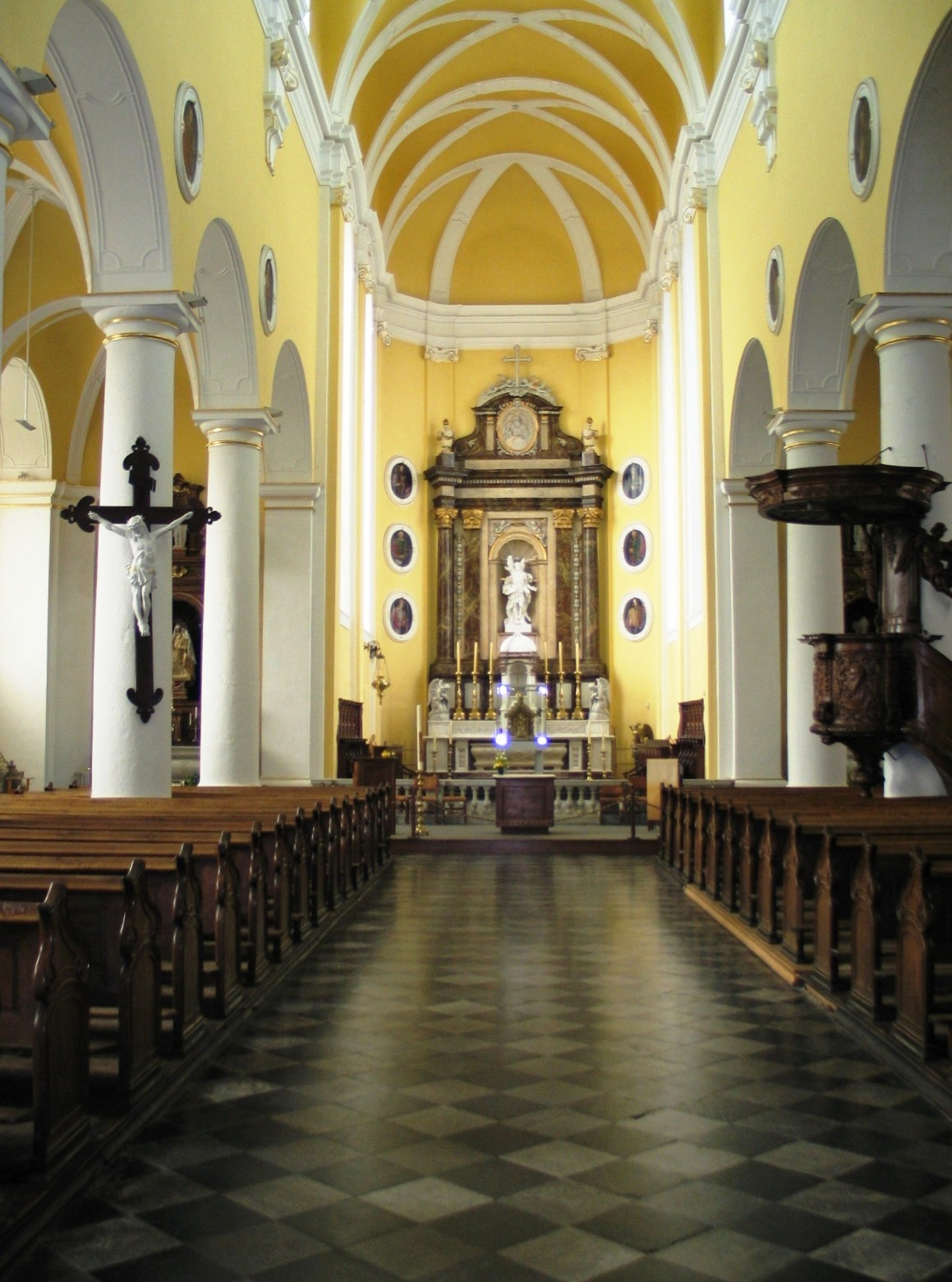
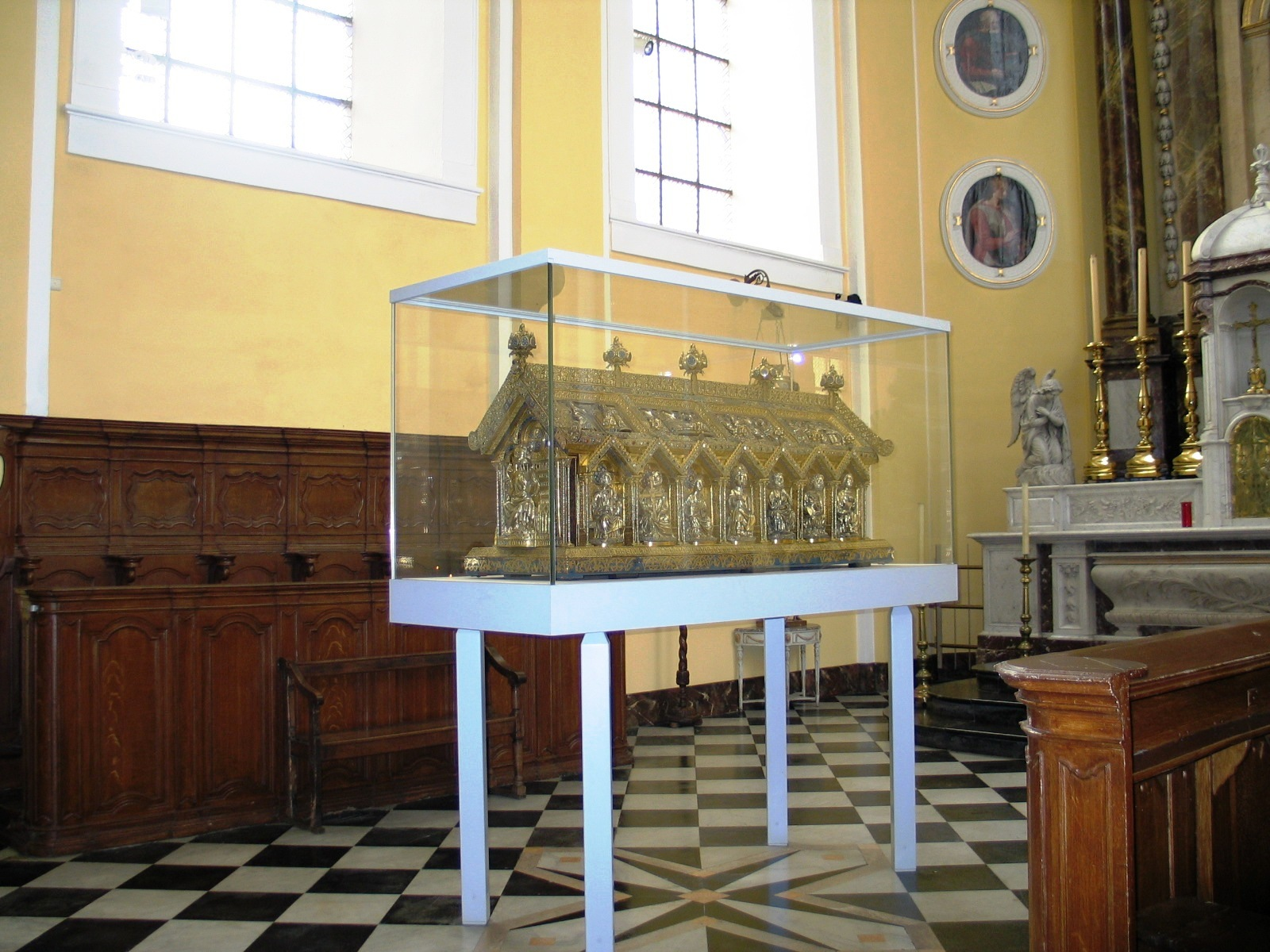
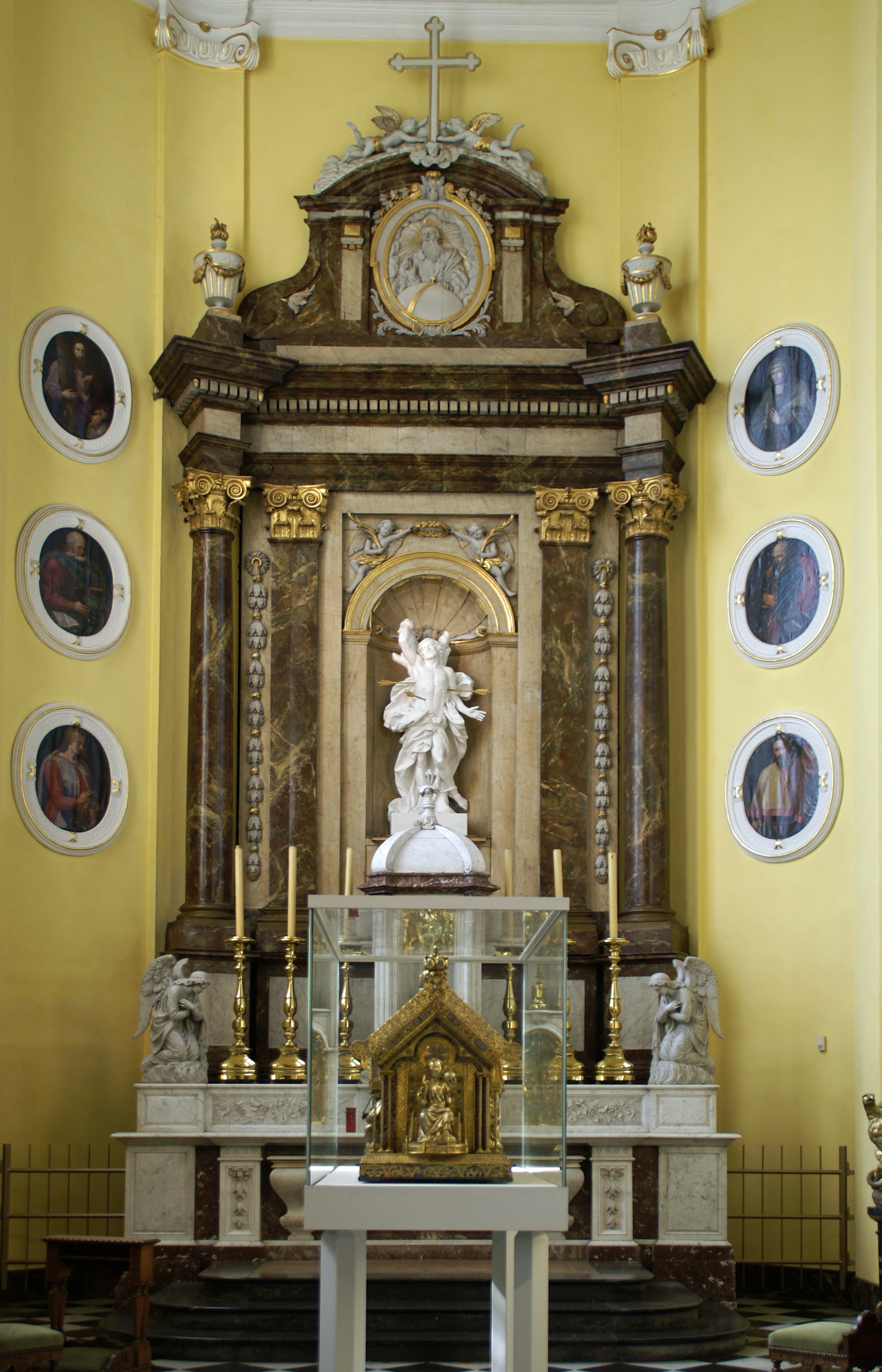
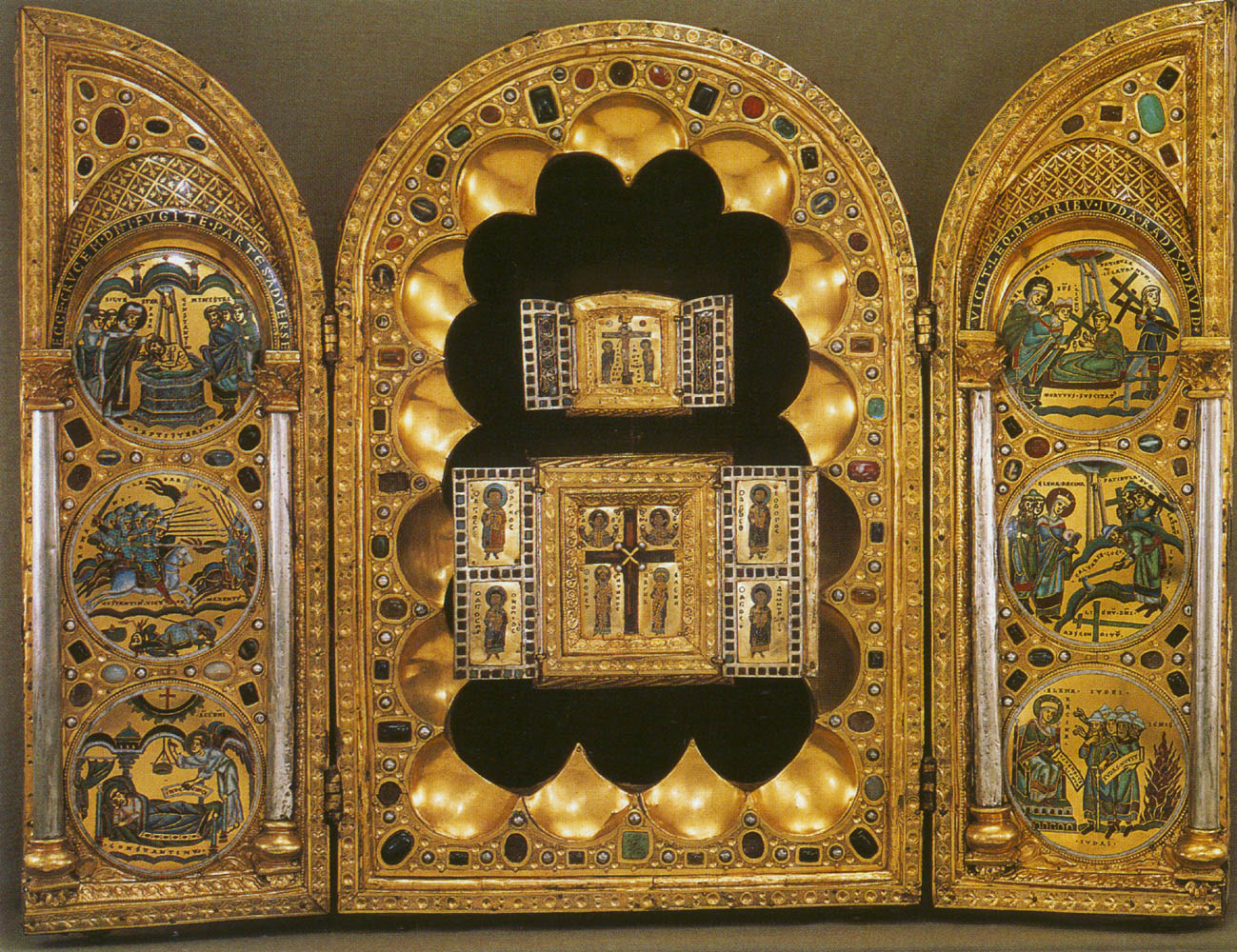
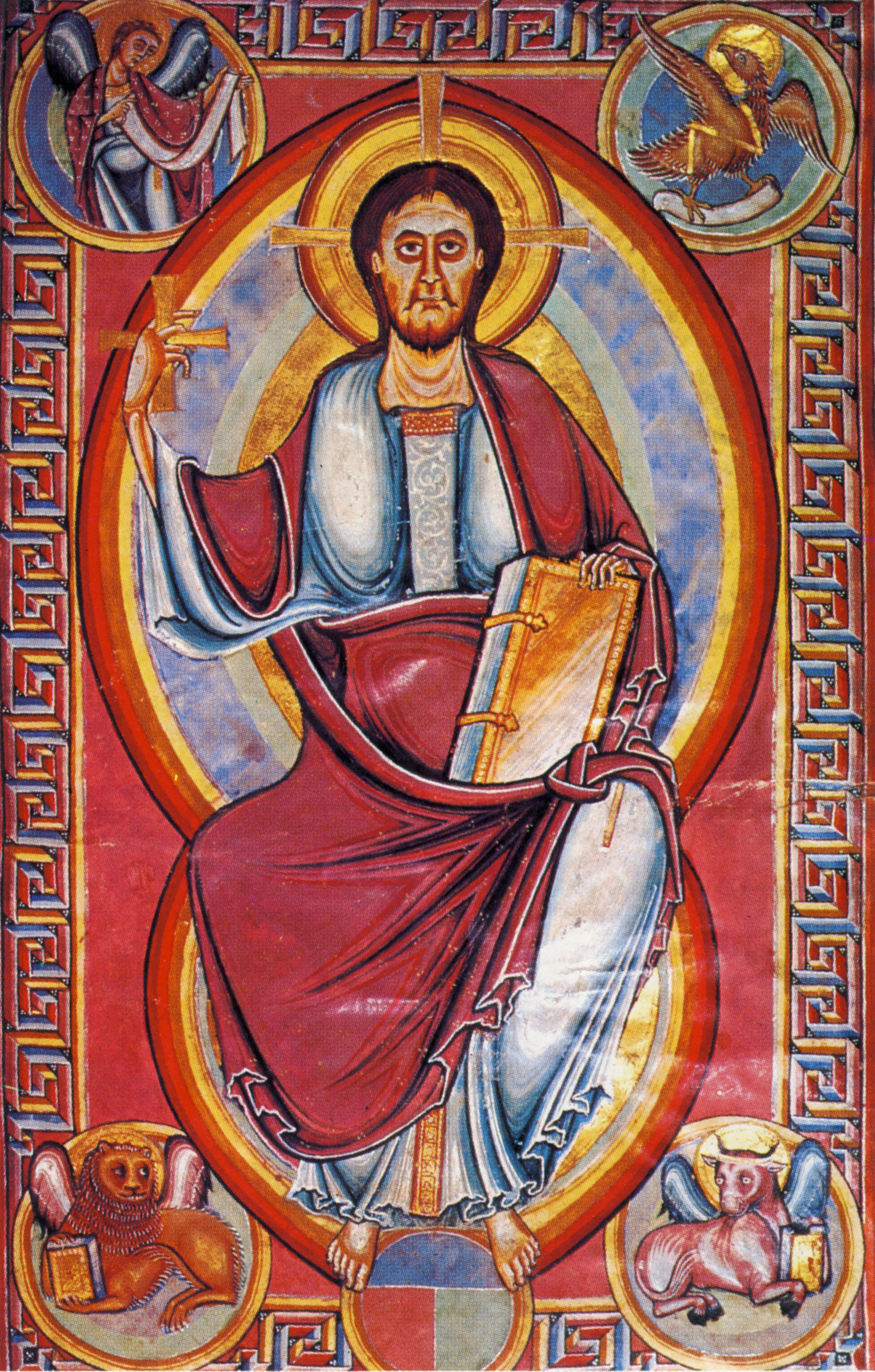
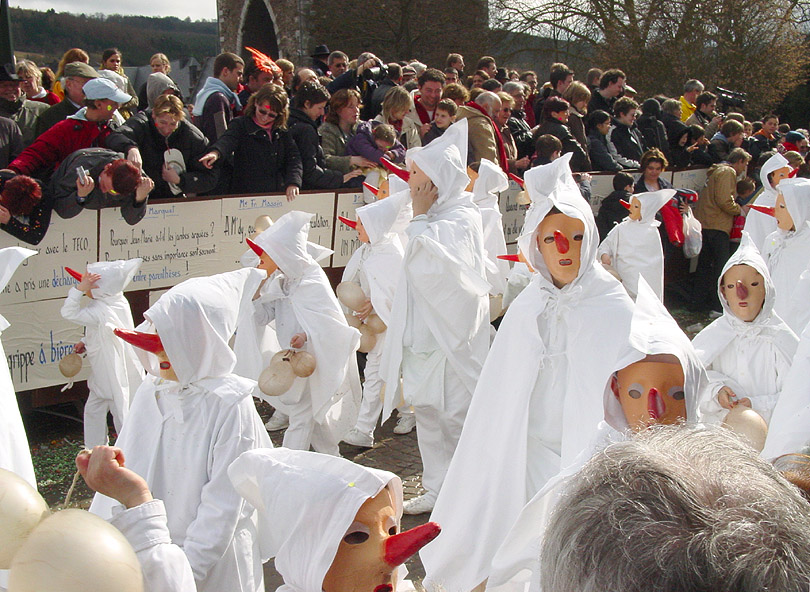
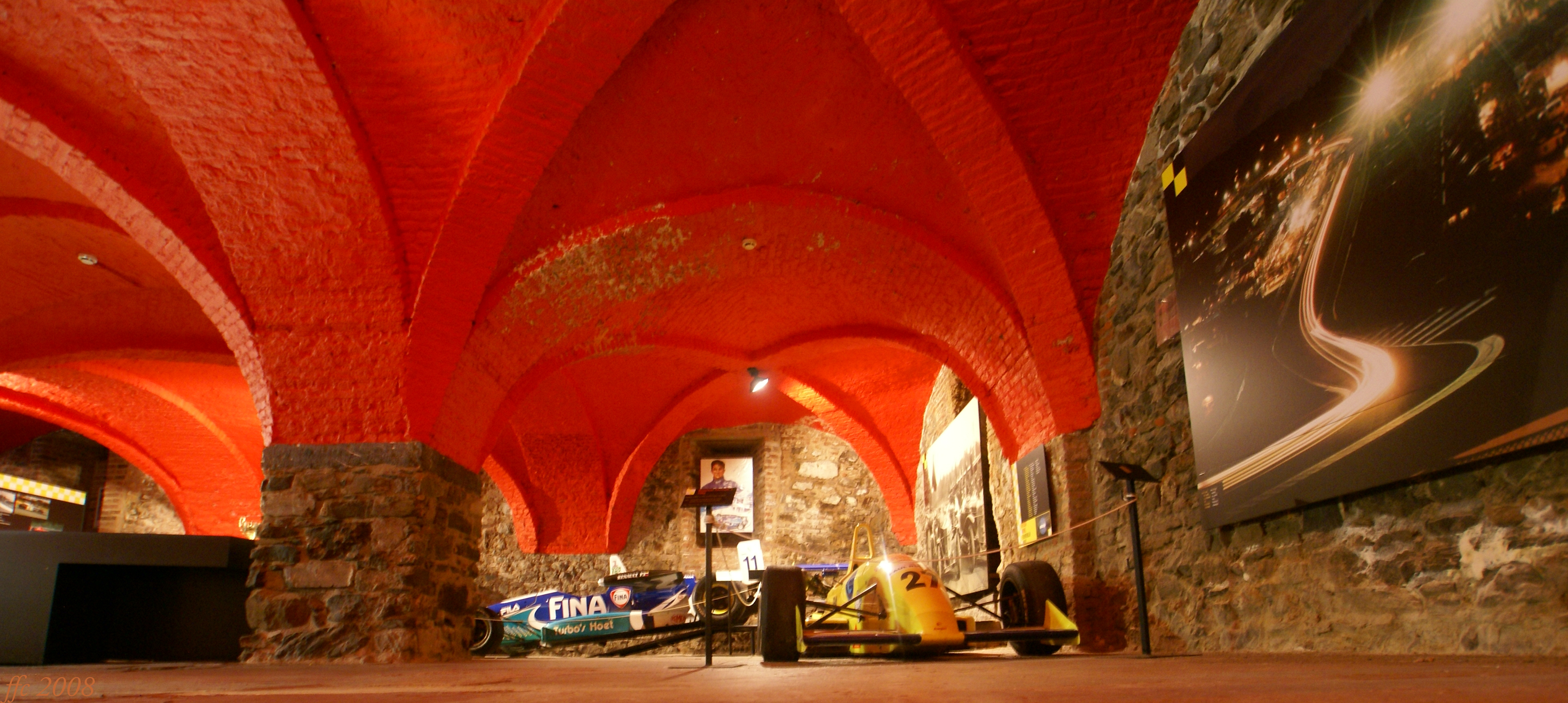
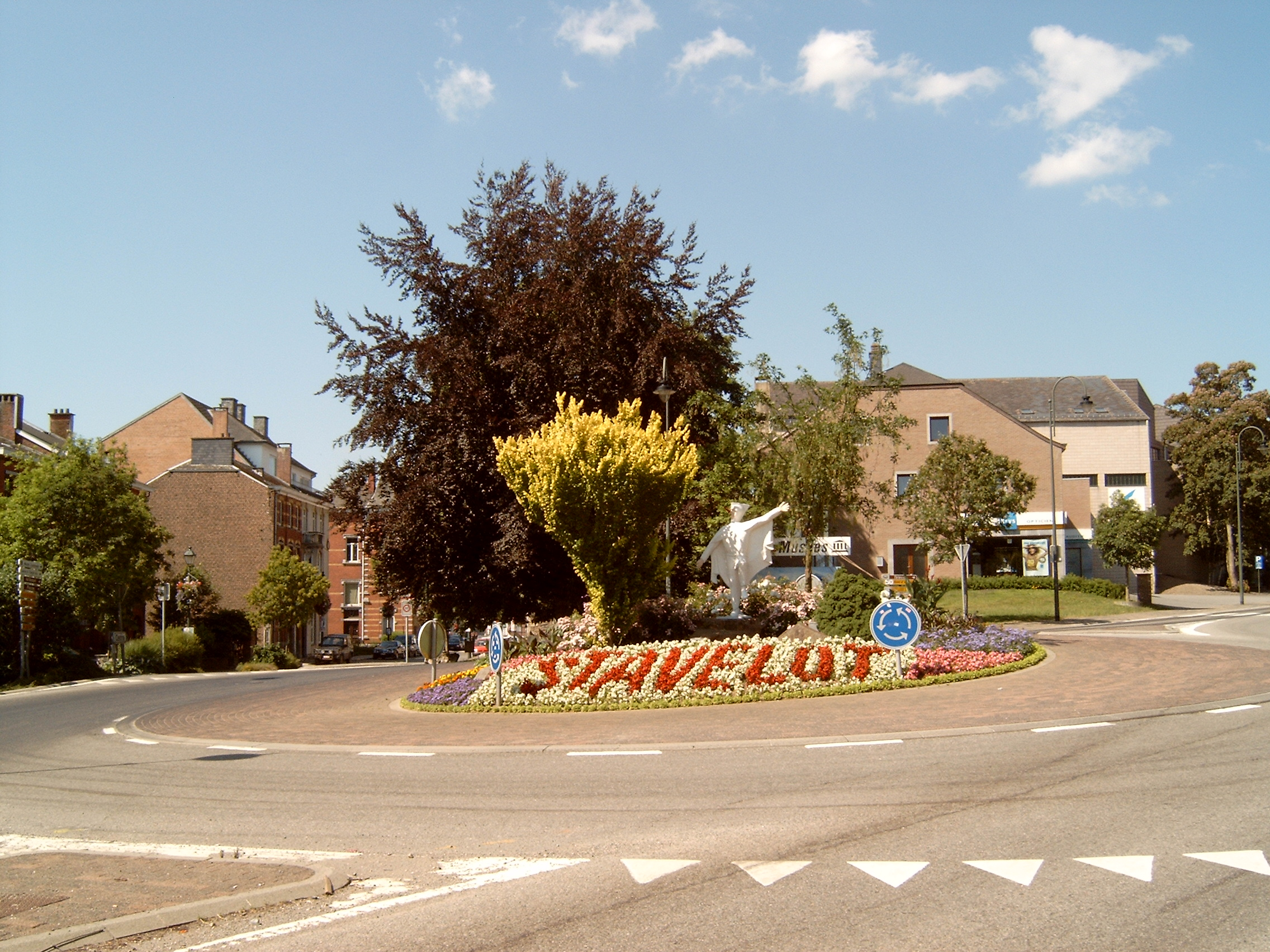